# Pilar Lima
Pilar Lima Gozálvez (Valencia, 21 de noviembre de 1977) es una expolítica, diplomada en trabajo social y profesora especialista en lengua de signos española. De 2019 a 2023 fue diputada autonómica en las Cortes Valencianas. De 2015 hasta 2019 fue senadora de Podemos por designación autonómica de Valencia y la primera parlamentaria que intervino en el Senado en lengua de signos.

## Biografía
Nació sorda. Su familia se dio cuenta de ello cuando ya tenía 2 años. 
A los 17 años dejó los estudios de COU y se apuntó a un curso de lengua de signos. Según ha contado en algunas entrevistas fue el momento del despertar y el descubrimiento de su identidad.
Tiene una diplomatura en Trabajo Social por la Universidad de Valencia y es técnica superior en integración social.
En 1999-2000 recibió una Beca de Formación Profesional para Personas Sordas residentes en la Comunidad Valenciana creada por las Cortes Valencianas.
Fue miembro de las juventudes de la Federación de Personas Sordas en la Comunidad Valenciana y durante algunos años trabajó como profesora de lengua de signos en esta federación.
En 2007 fue coautora del libro Sordo ¡y qué! donde 13 personas narraban su experiencia para sortear los obstáculos que se encuentran las personas sordas.
Ha sido socia del Colectivo LAMBDA de lesbianas, gays, transexuales y bisexuales de Valencia y de la Asociación de Personas Sordas de Valencia. También ha colaborado como madrina en la Fundación Vicente Ferrer donde además participó durante 5 meses en un proyecto de formación para profesorado en Anantapur (India).
Ha impartido formación en lengua de signos y perspectiva sociocultural de las personas sordas y sordociegas en diferentes entidades públicas y privadas. Antes de incorporarse al senado trabajaba como profesora en la Universidad Europea de Valencia impartiendo una optativa de LSE en el Grado de Traducción y Comunicación. Su trayectoria activista y profesional ha transcurrido sobre todo en este terreno con el reto de derribar las barreras de comunicación.

### Trayectoria política
Asegura en sus entrevistas que decidió unirse a la política motivada por el movimiento 15M y la creación de Podemos
En 2014 participó en el grupo promotor de la Comisión de Accesibilidad de la Comunidad Valenciana de Podemos y sus inicios transcurrieron en el círculo de Patraix establecido como círculo preferente para personas sordas con accesibilidad en lengua de signos. También participa en la Subcomisión Accesible para personas sordas y sordociegas perteneciente a la Comisión Estatal de Podemos que se encuentra dentro del Círculo de Discapacidad.
Es miembro del primer Consejo Ciudadano de Podemos Valencia, creado en enero de 2015 y liderado por Jaime Paulino Cuenca como Secretario General. Lima fue una de las personas más votadas en primarias aunque no se presentó en la lista ganadora de Paulino.
En las elecciones municipales y autonómicas de mayo de 2015 ocupó el puesto n.º 8 en la lista de Podemos por la circunscripción de Valencia pero no salió elegida por tres escaños.
En 2017 se presentó a la secretaría general de Podemos en Valencia como corriente de Pablo Iglesias, pero ganó Antonio Estañ. En febrero de 2020 anunció su candidatura para volver a disputar el puesto de secretaria general.
Fue la candidata a a la alcaldía de Valencia por Podemos, que se presentó a las elecciones municipales  celebradas el 28 de mayo de 2023. La coalición Unides Podem-EUPV obtuvo 9.677 votos (2.34%), quedando fuera del consistorio. Debido a los malos resultados electorales conseguidos, dimite como coordinadora general de Podemos en la Comunidad Valenciana.

### Trayectoria institucional
En julio de 2015 ganó las primarias para ocupar el puesto de senadora por designación autonómica ganado por Podemos en Valencia.
Su primera intervención como senadora fue en la Comisión Constitucional celebrada el 27 de agosto de 2015. Fue la primera vez en la historia que un miembro del Parlamento Español realizaba una intervención en lengua de signos. Estuvo ayudada por dos intérpretes, una para interpretar todo lo que se decía en la sesión y otra para ser su voz. En la comisión, Lima defendió el veto de su partido al proyecto de Ley de Seguridad Nacional y pidió un pacto de estado contra la violencia de género. Fue miembro del Grupo Mixto y portavoz de la Comisión de Igualdad.  Renunció a su escaño en el senado en mayo de 2019 para ocupar un escaño en las Cortes Valencianas en la X legislatura.